# Pierre Akono
Pierre Ramses Pe Akono (Camerún; 29 de junio de 2000) deportivamente conocido como Pierre Akono, es un futbolista profesional camerunés. Actualmente juega como centrocampista en el Dibba Al-Hisn de la División 1 de EAU.

## Trayectoria
Formado en la cantera del Eding Sport FC con el que llegó a ganar la Copa, el 14 de agosto de 2019 firma por el K. A. S. Eupen para jugar durante dos temporadas en su equipo sub-21.
El 18 de enero de 2023, firma por el C.D. Alcoyano de la Primera División RFEF de España.

### Selección nacional
Ha sido internacional en las categorías inferiores con Camerún. En junio de 2019, iría convocado con la selección absoluta de Camerún en un encuentro frente a Zambia pero no llegaría a debutar.

## Clubes
| Club                  | País                   | Años          |
| --------------------- | ---------------------- | ------------- |
| Eding Sport FC        | Camerún                | 2018 - 2019   |
| K. A. S. Eupen Sub-21 | Bélgica                | 2019 - 2022   |
| K. A. S. Eupen        | Bélgica                | 2022          |
| CD Alcoyano           | España                 | 2023          |
| Dibba Al-Hisn         | Emiratos Árabes Unidos | 2023-presente |